# Megapodius layardi
El talégalo de Nuevas Hébridas (Megapodius layardi ) es una especie de ave galliforme de la familia Megapodiidae, endémica de Vanuatu. Su hábitat natural son las selvas de las islas, especialmente en áreas cercanas a zonas volcánicas, que proporcionan las condiciones ideales para su comportamiento reproductivo, en el cual utilizan calor geotérmico para incubar sus huevos.

## Distribución y Hábitat
El talégalo de Nuevas Hébridas se encuentra exclusivamente en las islas de Vanuatu, como Ambrym, y prefiere las áreas boscosas y volcánicas donde pueda crear sus nidos en montículos de tierra. Los nidos están distribuidos tanto en zonas costeras como en bosques interiores, siendo los montículos comunales los más accesibles para la recolección de huevos por parte de las comunidades locales. 

## Ecología y comportamiento
Esta especie es conocida por su peculiar forma de incubación, en la que las aves utilizan el calor natural generado por la descomposición de material orgánico en los montículos. La puesta de huevos ocurre durante todo el año, con un pico de actividad reproductiva entre los meses de junio y noviembre. Los nidos se utilizan para incubar los huevos sin la intervención directa de los padres. Los huevos son recolectados principalmente para consumo y, en menor medida, con fines comerciales.

## Amenazas
Las principales amenazas para el talégalo de Nuevas Hébridas incluyen:
- Sobreexplotación de los huevos, que se recolectan tanto para consumo local como para el mercado.[4]
- Pérdida de hábitat debido a la deforestación y el uso de la tierra para otros fines.[3]
- Fenómenos climáticos extremos como tormentas que destruyen nidos y afectan la incubación.[4]
- Depredación por perros y otros animales introducidos que afectan tanto a los huevos como a los adultos.[3]

## Conservación
La especie es clasificada bajo preocupación menor desde 2024, pese a contar con una población moderada con tendencia a la baja. Fue clasificada como vulnerable en la Lista Roja de la UICN durante 30 años debido a las múltiples amenazas a las que se enfrenta su conservación. Se han realizado esfuerzos para mitigar los impactos de la recolección de huevos mediante la implementación de tabúes locales y restricciones comunitarias, aunque el cumplimiento varía entre las diferentes islas. Además, se requieren más investigaciones y monitoreo sobre las poblaciones y las prácticas de conservación a nivel local.